# Ярослав Боучек (вчитель)
Ярослав Боучек (чеськ. Jaroslav Bouček, 1876, Вовковиї — після 1938, Соловецькі острови) — вчитель, директор Київської чеської школи, жертва сталінського терору.

## Біографічні відомості
Народився в с. Вовковиї (нині — Рівненська область) у родині волинських чехів. Вивчився на вчителя. Розпочинав кар'єру в Квасилівській школі, де відзначився тим, що організував хор молодих хлопців.
1907 року на запрошення культурно-просвітницького товариства імені Яна Амоса Коменського переїхав до Києва і очолив Київську чеську школу, що розташувалася на Шулявці.
У 1922 році Ярослав Боучек з дружиною Анною переїхав із Києва на хутір Чеська Колона, який незабаром з його ініціативи було перейменовано на Вишеград, — на честь відомого історичного центру стародавньої Чеської держави.
Я. Боучек був надзвичайно обдарованою людиною: талановитим педагогом, поетом, музикантом, композитором. Він став душею культурного життя у Вишеграді.
З ініціативи Ярослава Боучека стало традицією 6 червня вшановувати пам'ять чеського національного героя Яна Гуса. Проводилося театралізоване спалювання Яна Гуса, в якому брали участь всі жителі села. Також святкували інші національні свята впродовж усього року.
За шість років діяльності Ярослава Боучека ним була проведена велика робота. Він був режисером самодіяльного театру, акторами якого були дорослі і діти. У 1925 році за його сприяння було побудоване приміщення для школи і клубу. Школа мала одну класну кімнату, де навчалися діти відразу всіх чотирьох класів. На сцені клубу були прекрасні декорації, яких не було в жодному клубі Макарівського району. У Вишеграді був свій оркестр, яким керував Я. Боучек. З дорослими вчитель поставив спектаклі: «На Бенешова ґрунту», «Диблик з ческейх гір», «Манжелська зедь», «Грабенко з подскалі». З дітьми Ярославом Боучеком були поставлені спектаклі: «Попелка», «Добрий вілла», «Добра фея». П'єсу діти готували цілий рік і прем'єра відбувалася наприкінці навчального року. Підтримувався тісний контакт, відбувався обмін гастрольними поїздками з аматорськими колективами київського міського товариства «Стромовка», а також з навколишніми українськими селами.
Не без участі Боучека в 1925 році в Київській окрузі була організована чеська сільська рада в селі Вишеград.
Наприкінці 1920-х років Я. Боучек повернувся з Вишеграда до Києва, знову на посаду директора чеської школи.

## Справа Костніци
У 1930 році ГПУ сфабрикувало справу «релігійно-фашистської організації Костніца» на понад 30 чехів, переважно з числа інтелігенції, по якій проходив і учитель Ярослав Боучек. Головним фігурантом справи значився Антон Водседалек. В обвинувальному висновку йшлося, що в 1927 році Водседалек прибув в Україну за завданням розвідувальних органів Чехословаччини і проводив роботу до моменту арешту. Надзвичайна сесія Верховного Суду, яка проходила 12 — 14 червня 1931 року, слухала справу в закритому засіданні. До вищої міри покарання — розстрілу з конфіскацією майна були засуджені 10 чоловік: Ю. І. Бездек, В. 3. Яковлєв, Я. К. Кржиш, А. Ф. Зозуля, Р. Л. Альберт, Я. Й. Боучек, В. Г. Іона, Й. Я. Михальський, Й. Ф. Гегер, А. А. Водседалек.
У вироку зазначалося, що ліквідована в середині 1930 року органами ГПУ шпигунська контрреволюційна організація розвідки Чеського генштабу під керівництвом резидента Водседалека, займалась збиранням військових, політичних та економічних відомостей, які носили характер державної таємниці, контрреволюційною та диверсійною діяльністю, кінцевою метою організації було надання допомоги інтервенції іноземних держав та ліквідація Радянської влади.
Однак вирок Верховного Суду УСРР не було виконано. У той час почалися переговори між урядовими органами СРСР та Чехословаччини про обмін засудженими, йшов процес встановлення дипломатичних відносин між країнами. Постановою комісії по амністії ЦВК УСРР від 19 березня 1935 р. розстріл був змінений на 10 років позбавлення волі.
Ім'я Ярослава Боучека є в списках жертв Соловецького табору особливого призначення і Соловецької тюрми (СТОН). Про нього в спогадах «А было всё так…» згадував відомий російський мемуарист Юрій Чирков.